# Punta Roma
Punta Roma (fr. Pointe de Rome) – szczyt w Alpach Kotyjskich, części Alp Zachodnich. Leży na granicy między Włochami (regionie Piemont) a Francją (region Prowansja-Alpy-Lazurowe Wybrzeże). Szczyt można zdobyć drogami ze schroniska Rifugio Vitale Giacoletti (2741 m). Sąsiaduje z Punta Udine i Punta Gastaldi.
Pierwszego wejścia dokonali Ubaldo Valbusa i Claudio Perotti 29 sierpnia 1905 r.